# Cortiçol-de-garganta-amarela
O cortiçol-de-garganta-amarela (Pterocles gutturalis) é uma espécie de ave da família Pteroclididae.
Pode ser encontrada nos seguintes países: Angola, Botswana, Eritreia, Etiópia, Quénia, Namíbia, África do Sul, Tanzânia, Zâmbia e Zimbabwe.